# Trigonostemon filiformis
Trigonostemon filiformis är en törelväxtart som beskrevs av Eduardo Quisumbing y Argüelles. Trigonostemon filiformis ingår i släktet Trigonostemon och familjen törelväxter. Inga underarter finns listade i Catalogue of Life.